# Ambohimalaza
Ambohimalaza är ett berg i Madagaskar. Det ligger i den nordöstra delen av landet, 400 km norr om huvudstaden Antananarivo. Toppen på Ambohimalaza är 1 105 meter över havet, eller 74 meter över den omgivande terrängen. Bredden vid basen är 0,85 km.
Terrängen runt Ambohimalaza är huvudsakligen kuperad. Runt Ambohimalaza är det ganska glesbefolkat, med 24 invånare per kvadratkilometer. Omgivningarna runt Ambohimalaza är huvudsakligen savann.